# 卡罗拉号护卫舰
卡罗拉号是德意志帝国海军于19世纪80年代建造的卡罗拉级护卫舰的首舰，以当时的萨克森王后卡罗拉命名。为了在德国殖民帝国服役，该舰的设计结合了蒸汽和风帆动力以扩大航程，并装备有十门150毫米口径炮。卡罗拉号于1879年在斯德丁的伏尔铿船厂开始铺设龙骨，1880年11月下水，至1881年9月竣工。
卡罗拉号在其运用生涯中曾两次被部署至海外，第一次是1881年入役后，并一直持续到1883年。它航行至太平洋中部以保护德国在萨摩亚和美拉尼西亚的利益，后来又前往南部非洲，是第一艘抵达后来成为德属西南非洲的德国军舰。其第二次外派是在1886年，并一直持续到1891年；这次旅程主要是在德属东非和太平洋中部之间交替驻守。在1888年至1890年的值勤期间，该舰曾参与反奴隶贸易的行动并协助镇压了阿布希里起义。1891年返回德国后，卡罗拉号被改装成一艘炮术训练舰，因为当时其作为军舰已然过时。它在1890年代至1900年代初一直以此身份服役，直到1905年退役，后于次年被出售并拆解报废。

## 设计
为了扩充当时已严重过时的德国海外巡洋舰队，德意志帝国海军于1870年代末订购了六艘卡罗拉级护卫舰。它们的主要任务是驻地执勤，以维护德国在未设基地的外国水域以及德国殖民帝国的利益。因此，这些舰只将作为舰队侦察兵，并在德国感兴趣的海外地区执行长期巡逻任务。
卡罗拉号的水线长和全长分别为70.6米和76.35米，有12.5米的舷宽以及4.98米的前吃水。其标准排水量为2,147吨，满载时则可达2,424吨。标准船员编制为10名军官及246名水兵。该舰由一台卧式三缸双胀蒸汽机提供动力，用以驱动一副直径为5.02米的双叶螺旋桨；蒸汽则由八台燃煤火管锅炉供应，这使得它在2,367匹公制馬力（1,741千瓦特）额定功率下的最高航速可达13.7節（25.4每小時），并且能够以10節（19每小時）的速度连续航行3,420海里（6,330）。在建造时，卡罗拉号曾配备有完整的三桅帆索具，但于1891年进行了削减。
卡罗拉号装备有十门150毫米22倍径后装式箍炮作为主舰炮，并搭载了两门87毫米24倍径箍炮和六门37毫米转膛炮作为辅助。被改装成炮术训练舰后，其150毫米炮先是减少到六门，然后是四门；而87毫米炮则被替换为一对105毫米35倍径速射炮、八门88毫米30倍径速射炮和两门50毫米40倍径速射炮。

## 服役历史

### 建造及第一次海外部署
卡罗拉号是以“E号平甲板护卫舰”（Glattdeckskorvette E）作为合同代号，于1879年底在斯德丁的伏尔铿船厂开始开建。它于1880年11月27日下水，并在下水仪式上获正式命名为卡罗拉号，以纪念时任暨末任萨克森王后卡罗拉。舾装工作完成后，卡罗拉号于1881年9月1日投运以进行海试，但试航只持续了两周，因为该舰需要立即前往太平洋中部捍卫德国在该地区的利益。卡罗拉号于10月18日从基尔启程，驶向澳大利亚；从那里，它继续向北前往萨摩亚的阿皮亚，并于1882年4月15日抵达当地轮替炮艇海鸥号。随后，卡罗拉号搭载着德国驻萨摩亚领事参观萨摩亚群岛，会见了萨摩亚酋长马利托阿·劳佩帕和图普阿·塔马塞塞·蒂蒂马埃。该舰随后还巡航到访汤加、新西兰和社会群岛；在后者群岛逗留期间，它甚至协助扑灭了大溪地岛帕皮提的一场火灾。
卡罗拉号随后回到阿皮亚，在那里与炮舰鬣狗号会合。这两艘舰于11月22日开始前往俾斯麦群岛进行考察。在途中，卡罗拉号单独访问了图瓦卢和卡特雷特群岛，然后在马图皮湾重新与鬣狗号会合。两舰继续驶向隐士群岛，当地人在那里谋杀了两名德国人和一家德国公司的九名当地雇员。卡罗拉号和鬣狗号受命惩处那些需要对杀戮负责的人。它们派遣登陆部队上岸追捕对方，但凶手逃到了另一个岛上。经过广泛的搜查，包括摧毁当地的农场和工棚，德国人逮捕了两名参与杀戮的男子；两人都被执行了死刑。两舰随后返回马图皮，卡罗拉号则于1883年1月16日出发前往澳大利亚悉尼，途中在约克公爵群岛停留。之后，该舰航行到布卡岛寻找失踪的法国探险队，但无法找到探险队的位置。在布卡岛活动期间，卡罗拉号曾于1月20日至24日驻泊在一个此前未被使用的港湾，其船员们遂以本舰的称谓将港湾命名为“卡罗拉王后湾”。
卡罗拉号随后继续前往悉尼，从2月11日到3月19日在当地接受了全面检修。该舰于5月8日返回阿皮亚，并在那里接到返回德国的命令。一周后，鬣狗号前来接替它，卡罗拉号遂搭载德国领事展开对波利尼西亚和美拉尼西亚的另一次视察，至8月初在马图皮结束。1883年8月4日，领事离舰，卡罗拉号开始返航回国。在南非开普敦经停期间，该舰又接到了前往非洲西南部的命令，因德国商人阿道夫·吕德里茨最近在安格拉佩奎纳（即后来的吕德里茨湾）附近获得了一片土地。它于8月18日抵达那里的海湾，成为第一艘莅临德属西南非洲殖民地的德国军舰，甚至早于阿道夫·吕德里茨本人。卡罗拉号从当地继续前进，于11月1日返抵基尔，并受到了帝国海军部新任部长、海军中将列奥·冯·卡普里维的检阅。该舰随后退役。

### 第二次海外部署

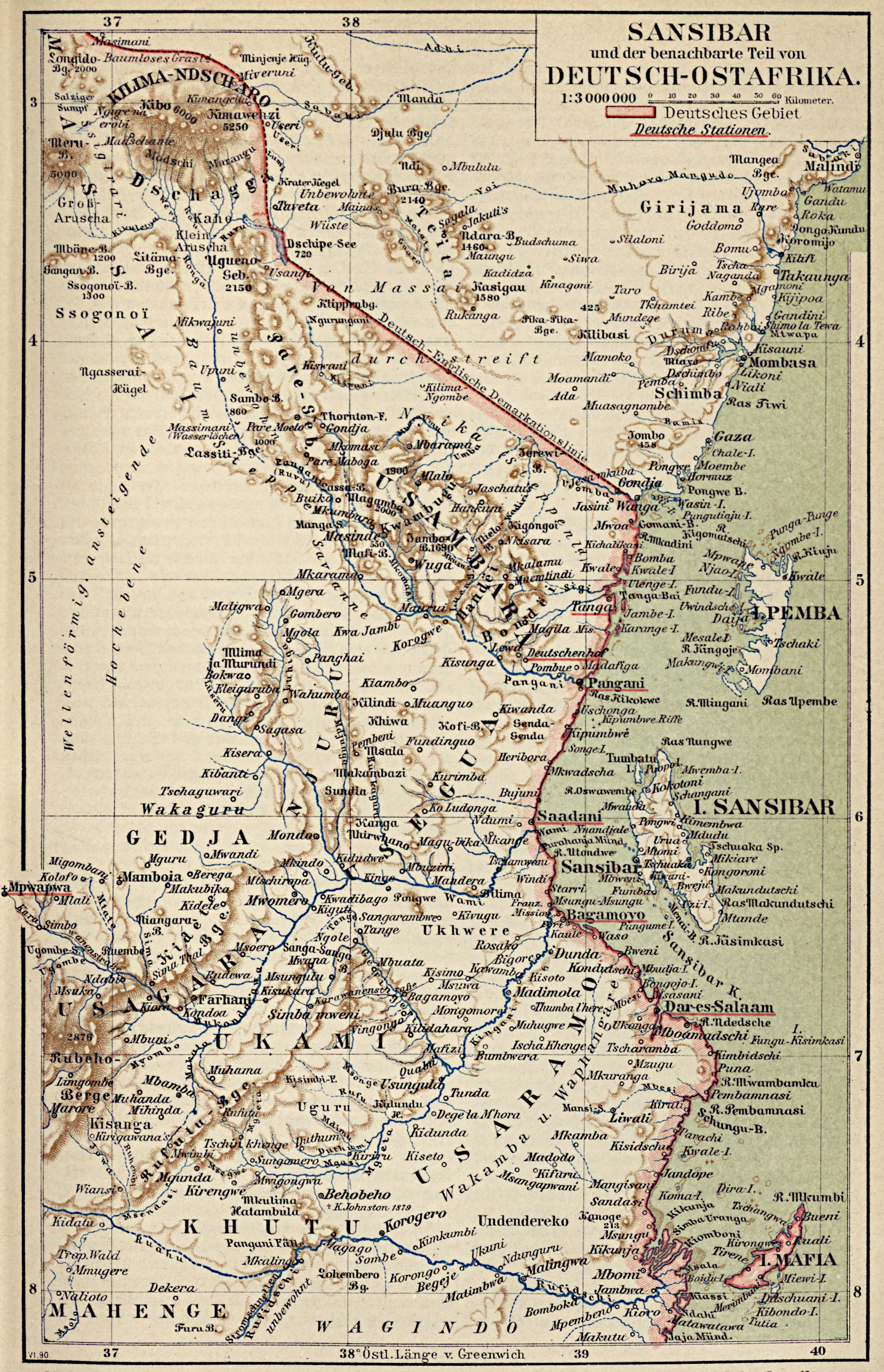
德属东非时局图

在退役期间的改装工程中，卡罗拉号装备了一具鱼雷发射管。该舰于1886年5月4日重新入役，并再次被部署到太平洋。它于5月17日启程，经行苏伊士运河，于7月26日抵达新加坡。从那里，它进一步航行到香港，于8月14日与前东非巡洋分舰队会合，该分舰队由其姊妹舰奥尔加号和巡洋巡防舰俾斯麦号组成，后者是海军少将爱德华·冯·克诺尔的旗舰。俾斯麦号和卡罗拉号随后前往旅顺港，在船员中爆发了几起伤寒病例后，它们又驶至长崎，在那里对生病的船员进行治疗。在长崎逗留期间，克诺尔奉命率分舰队返回东非，以解决与桑给巴尔苏丹巴伽什·本·赛义德重新出现的边界争端。但在途中，卡罗拉号不得不在新加坡停留修理发动机。直到12月下旬，它才在桑给巴尔与俾斯麦号和奥尔加号重新会合。因德国此时已获得维图兰保护领，卡罗拉号和奥尔加号遂负责对当地的海岸进行勘测。1887年3月1日，由于萨摩亚内战，分舰队又接到返回太平洋中部的命令。然而在舰只启程之前，由于可能与法国就西非的财产发生冲突，它们被暂时转移至开普敦待命。就在分舰队等待危机过去的时候，海军上校卡尔·爱德华·霍伊斯纳于4月15日前来接替克诺尔，卡罗拉号则再次到访了安格拉佩奎纳。
5月7日，分舰队恢复了前往太平洋的航行。它们于6月初抵达悉尼，在6月9日至8月3日期间进行大修。在驻留期间，来自卡罗拉号的船员还参加了庆祝英国维多利亚女王在位40周年的游行。从悉尼的旱坞出来后，三艘舰驶往萨摩亚，它们被派去惩罚对德国在该岛利益造成威胁的马利托阿·劳佩帕。在冲突初步解决后，霍伊斯纳于1888年春天接到命令，将他的分舰队带回东非。卡罗拉号和俾斯麦号遂离开萨摩亚，途经俾斯麦群岛，并于1888年5月访问了几个港口。在经停新加坡期间，俾斯麦号奉命返回德国，其分舰队旗舰的职责改由卡罗拉号的姊妹舰索菲号接替。卡罗拉号的行程则因发动机故障而再度延误，在新加坡进行的维修工作一直持续到6月26日。尽管如此，这一延误还是让奥尔加号有时间与分舰队会合，得以共同等待卡罗拉号出海。
7月下旬，卡罗拉号前往德属西南非洲的沃尔维斯湾，因为有传言称德国政府认为当地正在策划一场叛乱。然而，殖民地里什么也没有发生，卡罗拉号遂在返回东非之前对海湾进行了一次勘测。8月在桑给巴尔期间，霍伊斯纳被召回德国，其职位由海军少将卡尔·奥古斯特·戴恩哈德登上巡洋巡防舰莱比锡号接替，后者则接管了分舰队旗舰的角色。该分舰队的舰只被部署用于打击中非、桑给巴尔和阿拉伯之间的奴隶贸易和叛乱。11月6日，卡罗拉号在桑给巴尔重新与分舰队会合之前，曾回到德属东非执行这样的任务。该舰对温迪的叛乱分子实施炮击，并派遣登陆部队上岸追捕他们，在此过程中，它俘获了一艘载有78名奴隶的单桅帆船，并将其释放。单桅帆船上的船员不熟悉这艘涂着黑色漆的德国军舰，以为这是一艘常被漆成白色的英国船只。他们相信该舰不会构成威胁，于是驶近卡罗拉号，使后者得以轻松地捕获了这艘奴隶船。在巴加莫约周边的进一步行动中，卡罗拉号的登陆部队还缴获了叛军使用的两门野战炮。1889年3月27日，在阿布希里起义期间，该舰的登陆部队又参加了由赫尔曼·维斯曼少校领导的镇压行动，占领了昆杜奇。
5月14日，卡罗拉号出发前往塞舌尔的马埃岛，因为舰上很多官兵感染了痢疾，需要时间休息和恢复。6月11日，该舰回到了东非海域，率领三艘轮船为维斯曼作为东非帝国专员而组建的“维斯曼部队”从基斯马尤运送补给品前往桑给巴尔。随后，它又分别于7月8日和10日参与了对潘加尼和坦噶的占领行动。卡罗拉号继而前往亚丁，并在当地轮换了部分船员。从8月13日至11月10日，在戴恩哈德少将离岗期间，该舰舰长、海军少校瓦莱特曾临时担任分舰队司令，因为他是当时在该地区军衔最高的军官。卡罗拉号于11月10日启程前往孟买进行检修，直至1890年2月17日才回到桑给巴尔。此时，巡洋分舰队已经解散，新式巡洋舰燕子号和雀鹰号已经抵达东非，以加强德国在殖民地的兵力，瓦莱特则继续作为戴恩哈德的代表指挥海军行动。

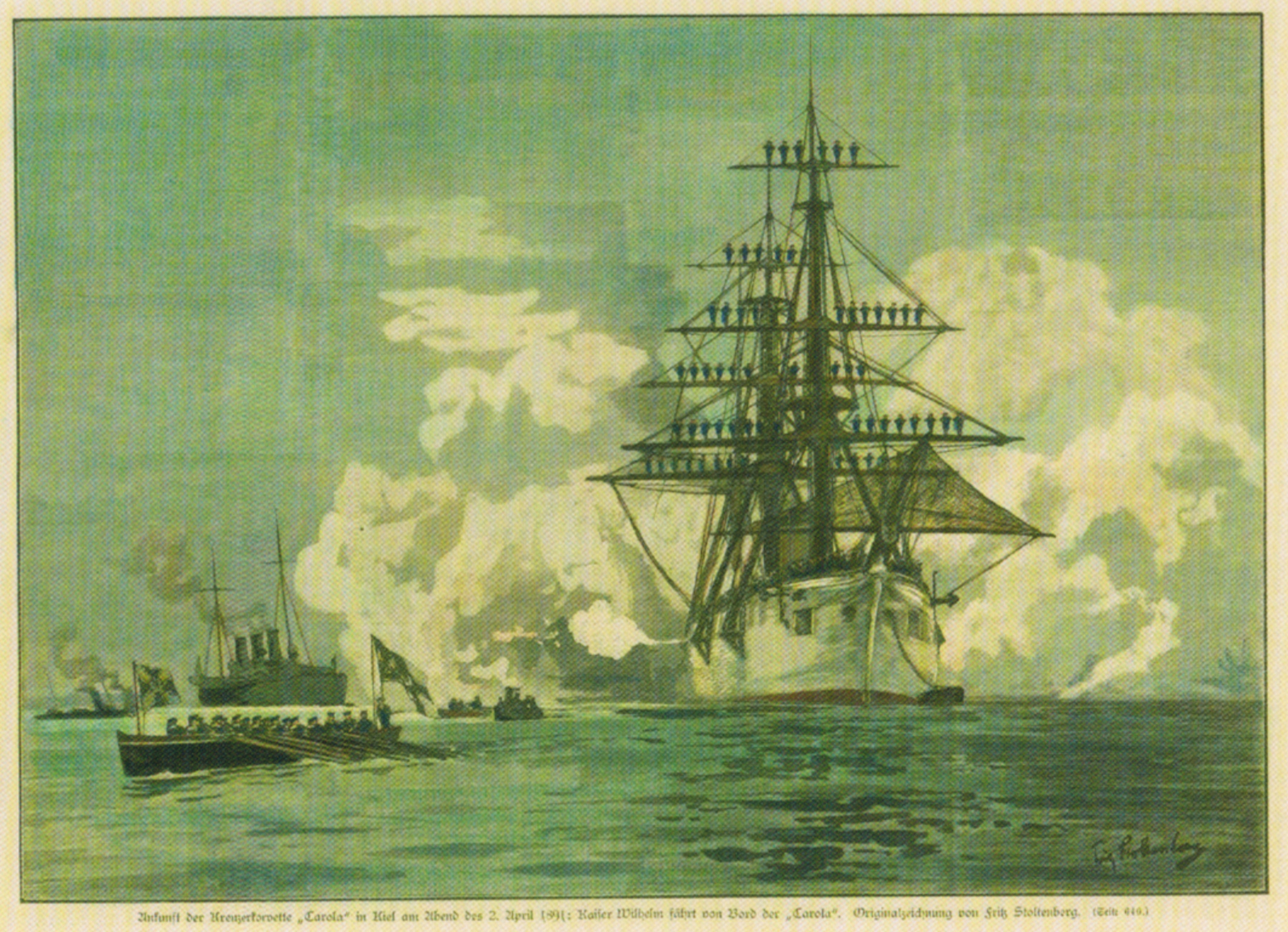
1891年，由弗里茨·施托尔滕贝格绘制的卡罗拉号抵达基尔的画作

卡罗拉号重新投入打击东非叛乱分子的行动，于3月28日炮击基尔瓦基斯瓦尼，并于5月1日至4日派部队上岸占领了该镇。5月10日，该舰又协助攻占林迪，之后于8月11日至9月17日回到马埃岛，为其船员提供再一次休整期。10月9日，卡罗拉号出席了为在坦噶战斗中阵亡的士兵竖立纪念碑的仪式。它于1891年1月20日离开桑给巴尔，在抵达德国时受到搭乘通报舰狮鹫号的德皇威廉二世的欢迎。

### 后续运用
由于卡罗拉号作为战船已经过时，帝国海军部决定将其改装成一艘炮术训练舰，因为既有的玛尔斯号训练舰已经无法胜任此任务，特别是由于海军换装了无烟火药和速射炮，这比老式火炮需要更多的训练。它被送往但泽的帝国船厂进行改装。舰上的风帆索具遭到削减，并安装了带有战斗桅楼的重型军用桅杆；其150毫米炮加装了炮挡以保护船员，并增加了新的105毫米炮、88毫米炮和50毫米炮，鱼雷发射管则被移除。1893年，卡罗拉号以新的角色重新入役，最初在波罗的海活动。该舰既能够仅带着其供应船、老式炮舰鲨鱼号展开独立巡航，也可以与当时仍在训练火炮官的玛尔斯号结伴巡航，并定期跟随舰队余部一起参加演习。
从1894年1月2日到3月15日，卡罗拉号是在船员减编的状态下运行。同年9月，它不得不驶入基尔的旱坞接受发动机维修。从1894年11月12日到1895年2月中旬，以及从1895年12月13日到1896年2月底，该舰的船员持续减编。1897年，卡罗拉号与玛尔斯号在北海充当舰队的靶舰，后于1898年和1899年重返炮术训练任务。1899年9月，卡罗拉号的方向舵受损，需要在基尔接受进一步维修。1900年，玛尔斯号因一次事故退役，卡罗拉号不得不独自承担起训练任务，但至10月31日，姊妹舰奥尔加号也作为一艘炮术训练舰重新入役，减轻了卡罗拉号的负担。1902年，该舰在威廉港的帝国船厂再次进行大修。次年，海军炮兵学校在松德堡成立，卡罗拉号也被调驻当地，在阿尔森附近水域活动。1905年1月10日，卡罗拉号最终退役并正式从海军名录中除籍。它于1906年被出售，在汉堡拆解报废。